# Le Mesnil-Patry
Le Mesnil-Patry település Franciaországban, Calvados megyében. Lakosainak száma 325 fő (2018. január 1.). Le Mesnil-Patry Brouay, Cheux, Cristot, Fontenay-le-Pesnel, Putot-en-Bessin és Saint-Manvieu-Norrey községekkel határos.

## Népesség
A település népességének változása:
| Lakosok száma | 116  | 122  | 102  | 160  | 217  | 294  | 284  | 302  | 312  | 325  |
|               | 1968 | 1975 | 1982 | 1990 | 1999 | 2011 | 2013 | 2015 | 2017 | 2018 |